# السوريون في نيوزيلندا
يشير السوريون في نيوزيلندا إلى النيوزيلنديين المنحدرين من أصل سوري أو الأشخاص المولودين في سوريا والذين يقيمون في نيوزيلندا.

## التاريخ
يهاجر السوريون إلى نيوزيلندا منذ عشرينيات القرن الماضي على الأقل. أحصى تعداد نيوزيلندا لعام 1921 يوجد في نيوزيلاندا 338 سوري. كما تم إحصاء 393 سوري المولد في تعداد 2013. بسبب الحرب الأهلية السورية ، أصبح العديد من السوريين لاجئين منذ عام 2011. وقد استقبلت حكومة نيوزيلندا 750 لاجئًا سورياً وستزيد من استيعابها من السوريين. غالبية السوريين في نيوزيلندا هم لاجئون من الحرب الأهلية السورية. تعمل حكومة نيوزيلندا على مضاعفة حصتها من اللاجئين لتكون قادرة على استقبال المزيد من اللاجئين السوريين.